# Ранимустин
Ранимустин, также известный как цимерин и MCNU — цитостатический противоопухолевый химиотерапевтический лекарственный препарат алкилирующего типа действия. Производное нитрозомочевины. Применяется в Японии для лечения хронического миелоидного лейкоза  и истинной полицитемии.
Ранимустин никогда не проходил формальную оценку FDA и никогда не продавался в США.